# Julie d'Aubigny
Julie (eller Julia) d'Aubigny, född 1670, död 1707, känd som Mademoiselle de Maupin och La Maupin, var en fransk operasångerska och fäktare.
Hennes äventyrliga liv var berömt i hennes samtid och blev förebilden för många böcker. Hon är känd för att ofta klä sig som en man, för sina kärleksförhållanden med både kvinnor och män och hon ska ha dödat minst tre män i dueller. År 1693 utkämpade hon en berömd duell på en hovbal med tre adelsmän samtidigt och tvingades på grund av duellförbudet i exil till de Spanska Nederländerna. 

## Biografi
Julie d'Aubigny var dotter till Gaston d'Aubigny som var sekreterare åt greve d'Armagnac. Greve d'Armagnac var ansvarig för utbildningen av kungens pager, och träning av kungens hästar. Julies far var enligt den tidens seder väldigt radikal när det kom till hennes utbildning. Tillsammans med de andra pagernas söner fick hon lära sig att läsa och skriva, dansa, rita, och hennes far lärde henne själv konsten att fäktas.
Utöver fäktningen lärde hon sig även snabbt att flörta. När hon var femton bestämde hon sig för att förföra sin fars chef, greven själv. Självklart föll han för hennes charm, och genom honom introducerades hon vid det kungliga hovet och i stadens grädda. För att kamouflera kärleksaffären bestämdes det att Julie skulle gifta sig med en Monsieur Maupin. På detta sätt lyckades greven och Julie fortsätta sitt förhållande.
Efter något år blev herr Maupin erbjuden en tjänst på annat håll. Det har spekulerats i om det var greven som ordnat detta för att Julie började bli för svårhanterlig. Oavsett så förväntades hon givetvis följa med sin make, men hon lät meddela att hon tänkte stanna kvar i Paris.
Gräsänka och nybliven singel, då förhållandet med greven tagit slut, blev Julie rastlös och uttråkad. Det sägs att hon brukade dra runt på stan och provocera fram bråk med unga aristokrater. Hon skaffade sig en ny älskare, en fäktmästare vid namn Sérannes. Denne hade dock lagens ögon på sig då han var misstänkt för att ha dödat en man i duell, så det nykära paret begav sig till Marseilles. De sjöng de på barer för att försörja sig, och hade uppvisningar i fäktning. 
Julie hade vid det laget börjat klä sig som en man. Förutom att det var praktiskt så drog det till sig publik, för hon gjorde ingenting för att försöka dölja att hon var kvinna. Det sägs att hon blev häcklad för sina kläder, och att folk påstod att hon inte kunde vara en kvinna när hon fäktades så bra. Som svar på tal knäppte hon helt enkelt upp sin skjorta och visade sin byst.
I Marseille sökte Julie in till musikakademien. Hon antogs och gjorde så småningom professionell debut under namnet Mademoiselle d’Aubigny.
Hon var aktiv på Parisoperan 1690–1693 och 1698–1705. 
Julies sista föreställning var i La Vénitienne av Michel de La Barre 1705. Hon gick i pension från operan 1705 och sökte sig till ett kloster, troligen i Provence. Där hon tros ha avlidit år 1707, vid 33 års ålder.

## Skildringar
Théophile Gautier lånade hennes namn och några av hennes egenskaper för hjältinnan i romanen Mademoiselle de Maupin (1835).
Sarah Biasini spelar Julie i den franska tv-serien Julie, chevalier de Maupin.
Kelly Gardiners bok Goddess (2014) handlar om Julie.